# Kanta Sakagishi
Kanta Sakagishi (japanisch 坂岸 寛大 Sakagishi Kanta; * 18. Januar 2002 in der Präfektur Kanagawa) ist ein japanischer Fußballspieler.

## Karriere
Kanta Sakagishi erlernte das Fußballspielen in der Schulmannschaft der Yokohama Soei High School sowie in der Universitätsmannschaft der Niigata University of Health and Welfare. Seinen ersten Vertrag unterschrieb er am 1. Februar 2024 beim Iwaki FC. Der Verein aus Iwaki spielt in der zweiten Liga, der J2 League. Sein Zweitligadebüt gab Sakagishi am 3. März 2024 (2. Spieltag) im Heimspiel gegen Fagiano Okayama. Bei dem 1:1-Unentschieden wurde er in der 60. Minute für Riku Saga eingewechselt. In seiner ersten Profisaison bestritt er 21 Ligaspiele.